# Cambridge (Ohio)

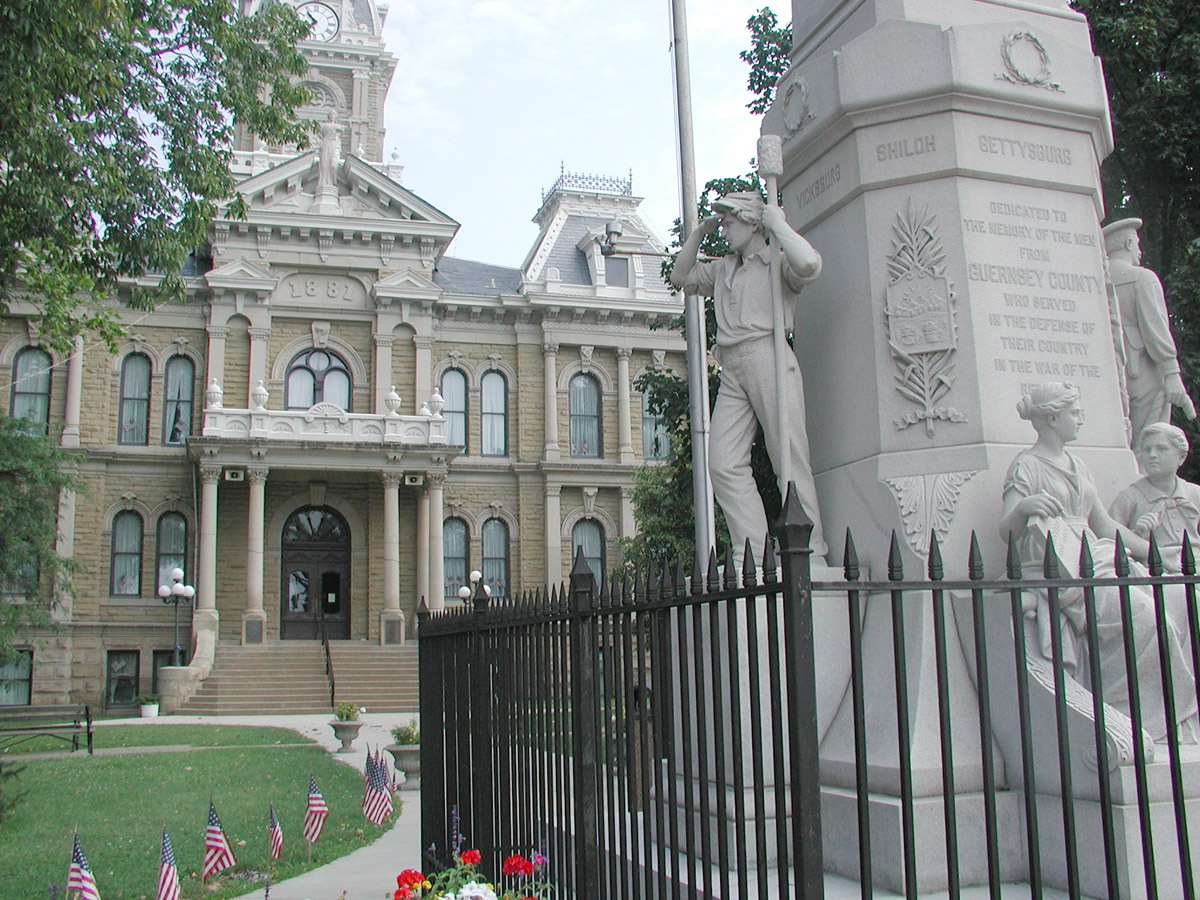
Soudní budova v Cambridge

Cambridge je okresní město Guernsey County ve státě Ohio. Podle sčítání lidu z roku 2000 má 11 520 obyvatel. Rozloha města je 14,5 km2. Existuje zde významný sklářský průmysl reprezentovaný podniky společností Cambridge Glass, Boyd Glass a Mossers Glass.

## Osobnosti
- John Glenn (1921–2016) – americký astronaut